# جيمي ماكغفرن
جيمي ماكغفرن (بالإنجليزية: Jimmy McGovern)‏ هو كاتب سيناريو بريطاني، ولد في سبتمبر 1949 في ليفربول في المملكة المتحدة.

## وصلات خارجية
- جيمي ماكغفرن على موقع IMDb (الإنجليزية)
- جيمي ماكغفرن على موقع قاعدة بيانات الفيلم (الإنجليزية)